# Sân bay quốc tế Canberra
Sân bay quốc tế Canberra (tên tiếng Anh: Canberra International Airport) (IATA: CBR, ICAO: YSCB) là sân bay phục vụ thủ đô Canberra của Úc. Sân bay này được chia ra làm 3 khu vực: nhà ga hành khách và các trang thiết bị hàng không nói chung nằm một bên của đường băng chính, bên kia là khu đón tiếp khách VIP và các nguyên thủ quốc gia và các máy bay quân sự trung chuyển và một khu bán lẻ và vùng sử dụng hỗn hơp bên đường Majura. Dù hiện không có tuyến bay quốc tế nào đang hoạt động ở đây, đã có dịch vục vận chuyển quốc tế hoạt động trong một thời gian ngắn năm 2004. Ngày nay, sân bay này là trung tâm hoạt động của các chuyến bay ở Đông-Nam Úc. Ngoài các chuyến bay thường lệ, sân bay này phục vụ các chuyến bay chuyển hướng từ sân bay Melbourne hoặc sân bay quốc tế Kingsfort Smith khi các điều kiện thời tiết ở các sân bay này hạn chế hạ cánh.

## Vị trí
Sân bay nằm ở vùng gần như nông thôn của ngoại ô Pialligo cách trung tâm thành phố này khoảng 10 phú đi xe và cũng khoảng 10 đến Queanbeyan. Vùng bay nằm trong một hành lang phần lớn không có dân sinh sống dù đã có một số dự án kiến nghị tạo một số khu nhà ở bên dưới đường bay gần sân bay ở vùng giáp với New South Wales.

## Nhà ga mới (2008 - 2010)
Vào tháng 12.2007 chính thức xây dựng nhà ga mới ở đây. Khi hoàn thành, nhà ga này sẽ có 6 cổng ra (2 nội địa), 6 băng chuyền (2 nội địa), 32 check-in và có thể đậu được 2500 xe ở bãi xe ở đây.

## Các hãng hàng không và tuyến bay
- Brindabella Airlines (Albury, Coffs Harbour, Newcastle, Port Macquarie)
- Qantas (Adelaide, Brisbane, Melbourne, Perth, Sydney) 
  - QantasLink (Brisbane, Melbourne, Sydney)
- Tiger Airways Australia (Melbourne)
- Virgin Blue (Adelaide, Brisbane, Gold Coast, Melbourne, Sydney)